# エウロパデリック
エウロパデリック は、日本の女性アイドルグループ。
2022年結成。D-UNIVERSE production所属。通称「エウロパ」。ファン愛称は「ジュピター」。

## 概要
2022年7月、アイドルRUSH!!～NIGHT#413にてデビュー。

## 来歴
2022年
- 7月24日 - 日本橋Pollux Theaterにて行われた「アイドルRUSH!!～NIGHT#413」にてデビュー。

2023年
- 2月26日 - 心斎橋SUNHALLにて行われた「EUROPARTY-New Warrior-」にてUZUが加入[1]。
- 4月29日 - 東西聖戦 IDOL COLOSSEUM 大阪決勝にて2位に選ばれ、2023年6月3日に福岡PayPayドームにて開催される「MUSIC CIRCUS FUKUOKA」に出演決定[2]。
- 6月29日 - EUROPA EDITION VOL.1を配信開始[3]。
- 8月12日 - エウロパデリック初の海外進出となる、台湾にて開催される「2023 新北市河海音樂季 淡水漁人舞台」に出演[4]。
- 9月15日 - マネージャーの近沢凛が一身上の都合によりD-UNIVERSE productionを退職[5]。
- 12月17日 - 亀梨美花咲が耳の不調による活動休止を発表[6]。

2024年
- 1月1日 - 新メンバーオーディションの開催を告知[7]。
- 1月13日 - EUROPA EDITION VOL.1を配信開始[8]。
- 2月17日 - 症状の回復が見込めず、FANJ twiceにて行われた「HAPPY FANJ PARTY⭐︎vol.15」をもって亀梨美花咲が音楽活動を終了ならびにD-UNIVERSE productionを退所[9]。
- 5月9日 - FANJ twiceにて行われた「EUROPA EDITION - TWO NEW WARRIORS -」にて獅子丸萱、朝桐一咲が加入[10]。5人体制へ移行。
- 5月24日、西田愛海との契約を合意解約、嗚呼梁との契約を解除したと発表した。
- 8月9日、12日をもって解散することを発表[11]。

## メンバー

### 解散メンバー
| 名前                    | 出身地   | 備考 |
| ----------------------- | -------- | ---- |
| UZU うづ                | 京都府   |      |
| 獅子丸 萱 ししまる かや | 神奈川県 |      |
| 朝桐 一咲 あさぎり いさ | 大阪府   |      |

### 旧メンバー
| 名前                        | 出身地   | 備考 |
| --------------------------- | -------- | ---- |
| 亀梨 美花咲 かめなし みかさ | 奈良県   |      |
| 西田 愛海 にしだ まりん     | 愛媛県   |      |
| 嗚呼 梁 ああ りゃう         | アメリカ |      |

### Twitter
- エウロパデリック【公式】 (@EuropaDelic) - X（旧Twitter）
- 西田愛海 (@marin_europa) - X（旧Twitter）
- 嗚呼 梁 (@ayan_europa) - X（旧Twitter）
- UZU (@uzu_europa) - X（旧Twitter）
- 獅子丸萱 (@shishi_europa) - X（旧Twitter）
- 朝桐一咲 (@isa_europa) - X（旧Twitter）

### Instagram
- 西田愛海 (@marin__europa) - Instagram
- UZU (@uzu_europa) - Instagram

### TikTok
- UZU (@uzu_europa) - TikTok